# بینی الکترونیکی

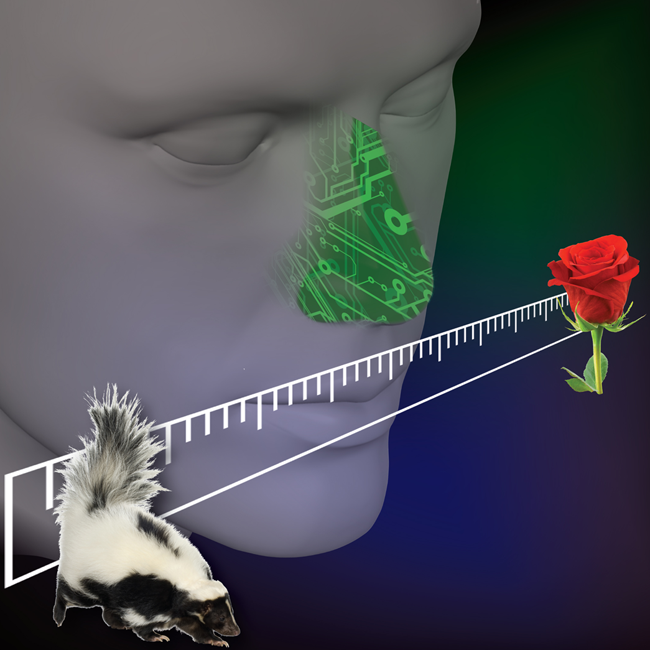
بینی الکترونیکی با محور ادراکی از بوی خوشایند، یعنی محور شامل بوی بسیار دلپذیر (به عنوان مثال، گل رز) گرفته تا بسیار ناخوشایند تنظیم شده‌است. این امر به eNose اجازه می‌دهد تا بوهای جدیدی را که قبلاً هرگز با آن روبرو نشده بود، بو کند.

بینی الکترونیکی وسیله ای مانند بینی که برای تشخیص بو و طعم‌ها به وجود آمده‌است.
طی دهه‌های گذشته، فناوری‌های "سنجش الکترونیکی" یا "e-sensing" از نظر فنی و تجاری تحولات مهمی را پشت سر گذاشته‌اند. عبارت "سنجش الکترونیکی" به قابلیت تولید مثل حواس انسان با استفاده از آرایه‌های حسگر و سیستم‌های بازشناخت الگو اشاره دارد. از سال ۱۹۸۲، تحقیقات انجام شده به منظور پیشرفت فناوری، معمولاً به عنوان بینی الکترونیکی، که می‌تواند بو و طعم دهنده‌ها را تشخیص دهد. مراحل فرایند تشخیص شبیه به بویایی انسان است و برای شناسایی، مقایسه، کمیت و سایر کاربردها از جمله ذخیره داده و بازیابی انجام می‌شود. با این حال، ارزیابی هیدونیک ویژگی خاصی در بینی انسان است که مربوط به عقاید ذهنی است. این دستگاه‌ها پیشرفت‌های زیادی را پشت سر گذاشته‌اند و اکنون برای رفع نیازهای صنعتی مورد استفاده قرار می‌گیرند.

## تکنیک‌های دیگر برای تجزیه و تحلیل بو
در کلیه صنایع، ارزیابی بو معمولاً توسط آنالیز حسی انسان، توسط حسگر مولکولی یا توسط کروماتوگرافی گازی انجام می‌شود. روش دوم اطلاعات مربوط به ترکیبات آلی فرار را نشان می‌دهد اما ارتباط بین نتایج تحلیلی و ادراک بو به دلیل تعامل بالقوه بین چندین مؤلفه بو مستقیم نیست.
در آشکارساز بو Wasp Hound، عنصر مکانیکی یک دوربین فیلمبرداری است و عنصر بیولوژیکی پنج زنبور انگلی است که در پاسخ به حضور یک ماده شیمیایی خاص، شرطی شده‌اند.

## تاریخ
الکساندر گراهام بل این عقیده که اندازه‌گیری بو دشوار بود، و در سال ۱۹۱۴ به شرح زیر گفت:
در دهه‌هایی که بل این مشاهدات را انجام داد، هیچ علمی از بوی ماده به‌وجود نیامد و تا دهه ۱۹۵۰ و فراتر از آن هیچ پیشرفت واقعی حاصل نشد.

## انجام یک تحلیل
در مرحله اول، یک بینی الکترونیکی باید با نمونه‌های واجد شرایط آموزش ببیند تا بتواند بانک اطلاعاتی مرجع ایجاد کند.
سپس ابزار می‌تواند با مقایسه اثر انگشت یک ترکیب فرار با نمونه‌های موجود در پایگاه داده خود، نمونه‌های جدید را تشخیص دهد؛ بنابراین آنها می‌توانند تجزیه و تحلیل کیفی یا کمی را انجام دهند.
اما ممکن است این مشکل را ایجاد کند زیرا بوها از مولکولهای مختلفی ساخته شده‌اند که ممکن است توسط دستگاه تفسیر نادرست شود زیرا آنها را به عنوان ترکیبات مختلف ثبت می‌کند و بسته به عملکرد اصلی یک بینی منجر به نتایج نادرست یا نادرست می‌شود. نمونه مجموعه داده بینی الکترونیکی نیز موجود است. این مجموعه داده می‌تواند به عنوان مرجع برای پردازش سیگنال بینی الکترونیکی، به ویژه برای مطالعات کیفیت گوشت مورد استفاده قرار گیرد. دو هدف اصلی این مجموعه، طبقه‌بندی گوشت گاو و پیش بینی جمعیت میکروبی توسط رگرسیون است.

## کاربردها
- در آزمایشگاه‌های کنترل کیفیت در بخش‌های فرایند و تولید
- در زمینه‌های بهداشت و امنیت
- در زمینه پیشگیری و امنیت جرم
- در نظارت بر محیط زیست

## مثال

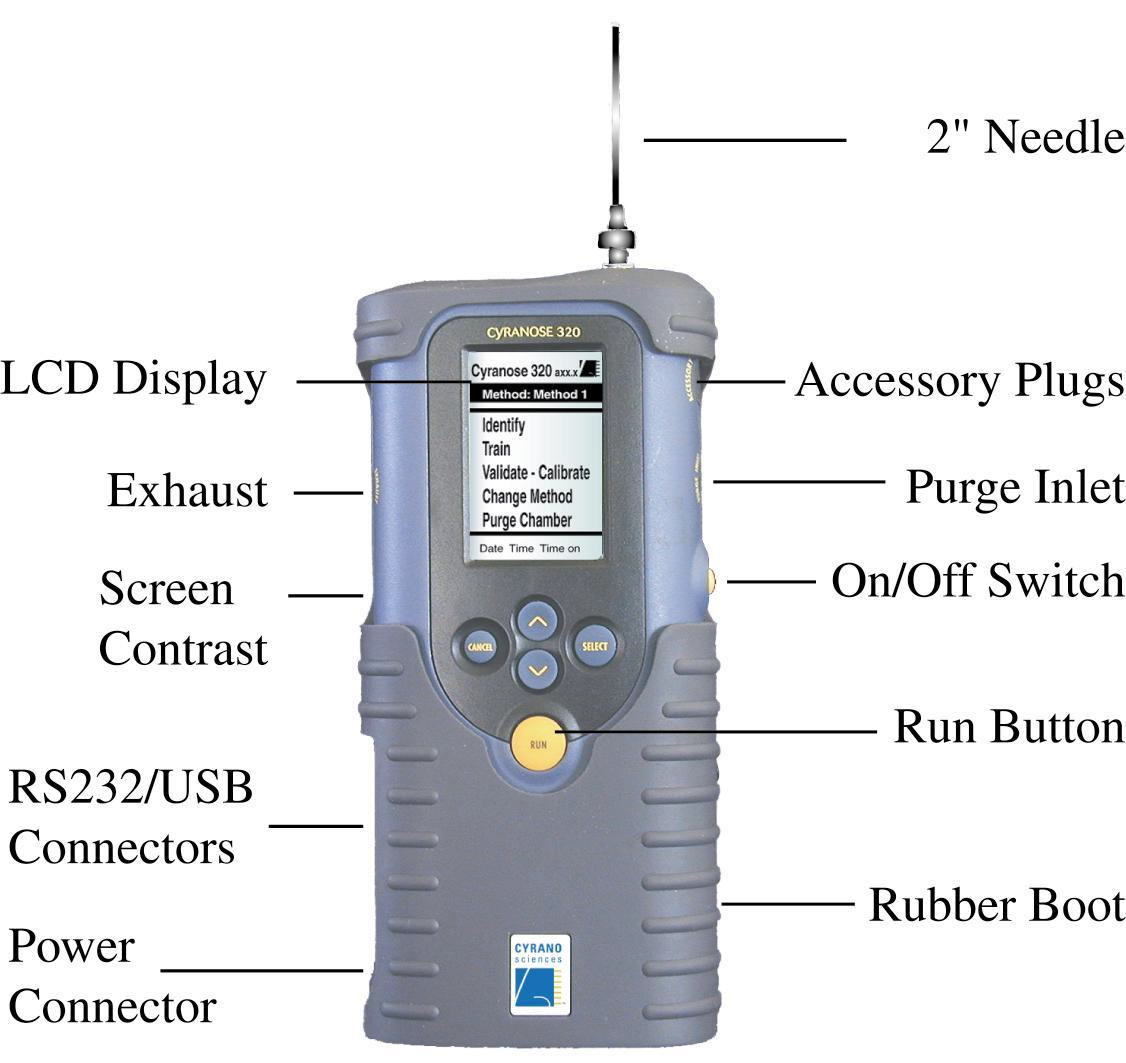
سایرانوز ۳۲۰ با برچسب زدن

سایرانوز ۳۲۰ یک «بینی الکترونیکی» دستی است که در سال ۲۰۰۰ توسط Cyrano Sciences پاسادنا، کالیفرنیا ساخته شد. Cyrano Sciences در سال ۱۹۹۷، ۹ سال پس از مفهوم «بینی الکترونیکی»، بر اساس استفاده از چند سنسور نیمه انتخاب شد و همراه با محاسبات الکترونیکی برای اولین بار توسط گاردنر و بارتلت پیشنهاد شد. سایرانوز ۳۲۰ مبتنی بر تحقیقات سنسور است که توسط پروفسور ناتان لوئیس از مؤسسه فناوری کالیفرنیا انجام شده‌است. برنامه‌های کاربردی مورد استفاده در مورد سایرانوز ۳۲۰ شامل تشخیص COPD , و سایر شرایط پزشکی و همچنین کاربردهای صنعتی که معمولاً مربوط به کنترل کیفیت یا تشخیص آلودگی است می‌باشد. سایرانوز ۳۲۰ همچنان در ایالات متحده توسط Sensigent LLC، شرکت جانشین Cyrano Sciences، در ایالات متحده ساخته می‌شود.